# Iván Vallejo
Iván Vallejo Ricaurte (ur. 19 grudnia 1959 w Ekwadorze) – alpinista i himalaista. Jako 14. człowiek na świecie (i pierwszy Ekwadorczyk) zdobył Koronę Himalajów. Jako siódmy dokonał tego bez użycia tlenu.

## Zdobyte ośmiotysięczniki
- 19 września 1997 – Manaslu
- 1998 – Broad Peak
- 27 maja 1999 – Mount Everest
- 31 lipca 2000 – K2
- 2002 – Czo Oju
- 2003 – Lhotse
- 2003 – Gaszerbrum II
- 2003 – Gaszerbrum I
- 2004 – Makalu
- 2004 – Sziszapangma
- 20 lipca 2005 – Nanga Parbat
- 22 maja 2006 – Kanczendzonga
- 2007 – Annapurna
- 1 maja 2008 – Dhaulagiri